# Pétition des droits

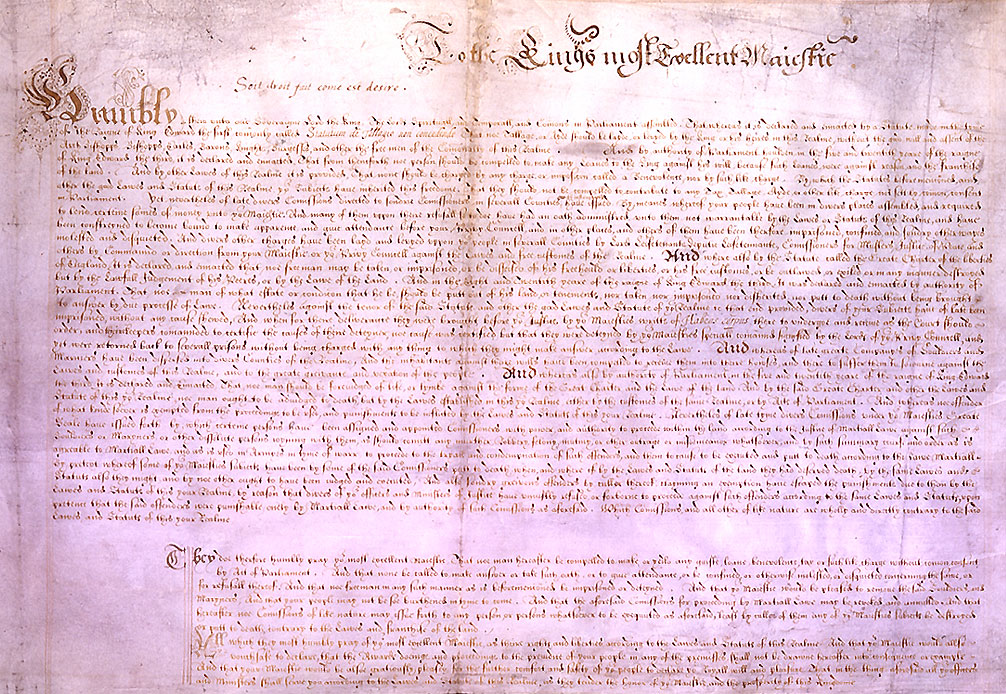
La Pétition des Droits (1628) est une loi constitutionnelle anglaise de première importance.

La Pétition des Droits (ou Petition of Right), qui fixe les libertés imprescriptibles des sujets devant le roi, fut et demeure l'un des textes essentiels de la constitution de l'Angleterre. Elle fut rédigée par le Parlement d'Angleterre alors que la révolution commençait à gronder. Votée par le Parlement en mai 1628, elle fut approuvée par le roi Charles Ier en juin de la même année. Cette pétition est remarquable en ce qu'elle confirme le principe du vote exclusif des impôts par le Parlement, l'abolition de la loi martiale en temps de paix, et le droit des détenus à mettre en cause la légalité de leur incarcération, en vertu du décret d’habeas corpus. Autre point important de ce texte constitutionnel, la condamnation du logement de la troupe chez l'habitant, principe qui trouvera un écho dans le troisième amendement de la Constitution des États-Unis.

## Contexte

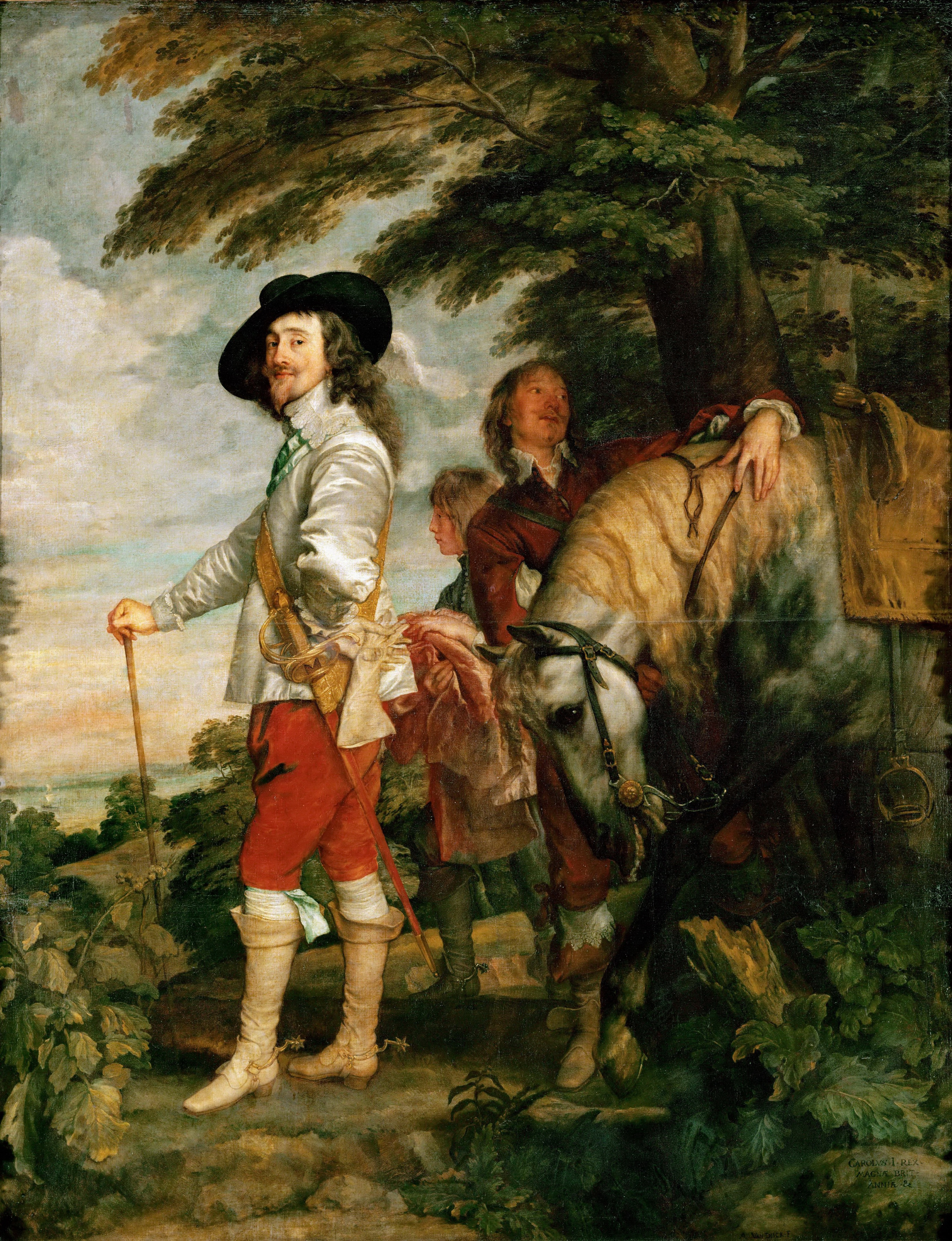
Charles Ier fut contraint de se soumettre à la Pétition des Droits.

C'est en réaction aux atteintes répétées à la loi perpétrées dans les premières années du règne de Charles Ier qu'en 1628 le Parlement d'Angleterre signa une pétition. Depuis 1626, le roi Charles convoquait régulièrement le Parlement dans l'espoir désespéré de réunir les fonds lui permettant de poursuivre une guerre malheureuse avec l'Espagne. Mécontent de la durée du conflit, le Parlement engagea promptement une procédure de destitution à l’encontre du favori et premier conseiller du roi, le duc de Buckingham. Pour couvrir Buckingham, Charles n'eut d'autre issue que de dissoudre le Parlement avant même qu'on ait pu aborder la question du vote des subsides de guerre. Privé de la légitimité parlementaire, le roi d'Angleterre eut alors recours à deux formes de financement pour réunir les fonds requis : la souscription nationale et l'emprunt forcé, des moyens pour le moins douteux. Il entreprit en outre de loger la troupe chez les particuliers, tout autant pour limiter les frais de guerre qu'en représailles contre ses opposants.
Dénonçant l'illégalité de l'emprunt forcé, plusieurs aristocrates refusèrent de verser la contribution et furent arrêtés. En dernier ressort, cinq de ces gentilshommes, ayant titre de chevalier (knight) en appelèrent à un Lit de justice en vertu de l’habeas corpus pour contraindre le gouvernement à publier le motif de leur incarcération. Se dérobant à un débat délicat sur la légitimité de son emprunt, le roi Charles se garda bien d'accuser ses prisonniers d'un quelconque crime, et répondit à la cour d'appel que les gentilshommes étaient détenus per speciale mandatum domini regis (« de par le bon vouloir du roi »).
À l'issue des audiences devant le lit de justice, les conseillers du roi conclurent que l’« emprisonnement à discrétion » constituait une violation fondamentale du droit à un procès équitable, droit garanti par le chapitre XXIX de la Grande Charte, et qui stipulait que tout emprisonnement doit résulter de l'application des lois du pays : c'est ainsi qu'éclata ce qu'en Angleterre on appelle l’affaire des cinq gentilshommes (en). L’avocat des prévenus rappela que le roi, saisi d'un appel au titre de l’habeas corpus, était tenu de publier le motif précis d'une arrestation, motif dont la légalité pouvait à son tour être soumise à l'autorité des tribunaux. De son côté, Robert Heath, le procureur général de la Couronne, estimait que le roi disposait d'une prérogative pour faire incarcérer quiconque pour raison d'État, et que de tels décrets étaient exempts de l'appel au mandat d’habeas corpus.
Confronté à la jurisprudence et, sans doute aussi, à une forte pression politique, le tribunal décida de remettre les prévenus en prison pour la durée du reste du procès. Cette décision, en dépit de son caractère équivoque, fut perçue comme un triomphe pour la cause du Roi, et comme un coup sévère porté aux opposants à sa politique autoritaire. Mais c'est aussi la volonté de contrecarrer très vite ces dérives absolutistes qui devait donner l'impulsion initiale d'une « Pétition des droits » dès la réélection du nouveau parlement à la Chambre des communes.

## Le Parlement de 1628

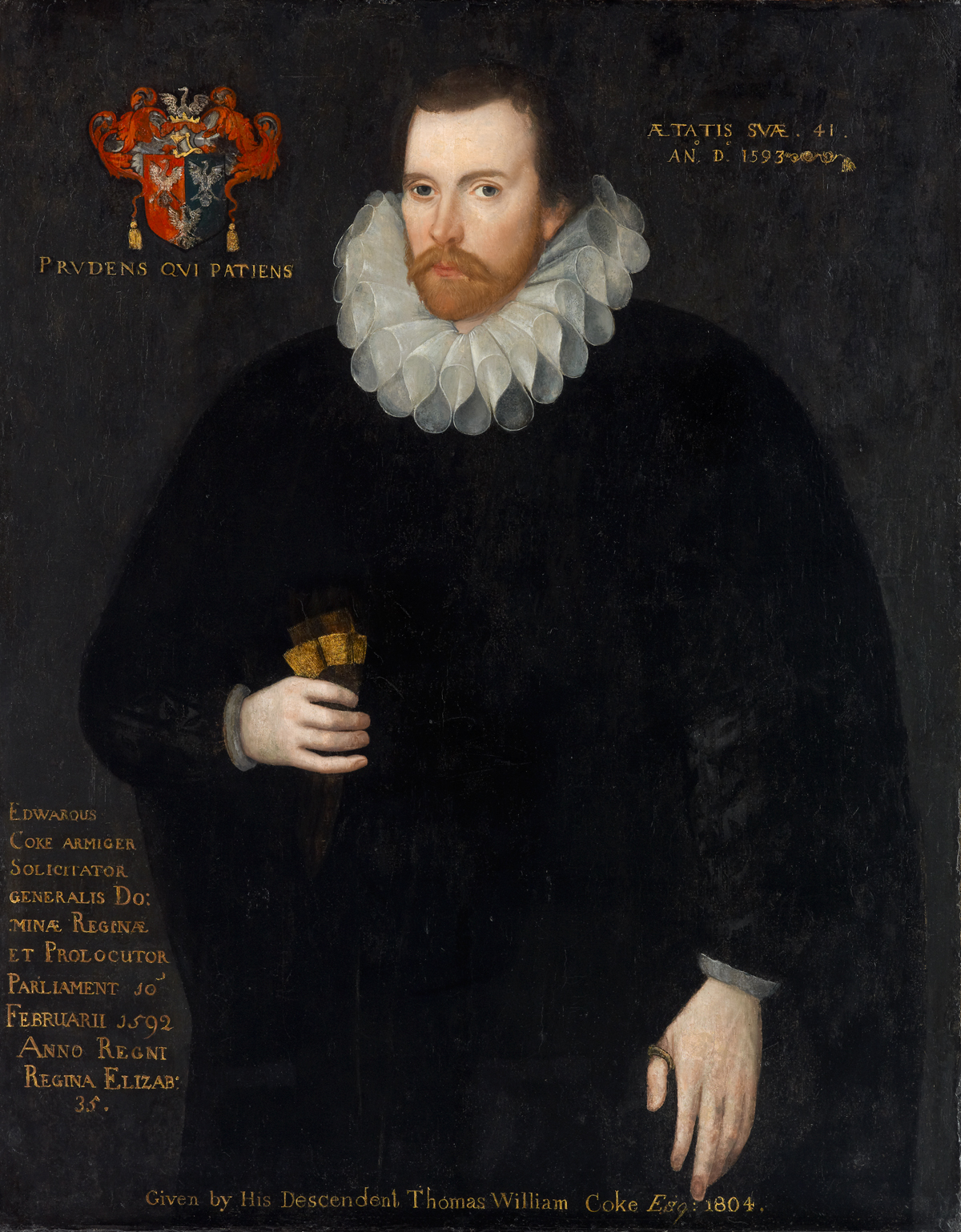
Sir Edward Coke, l'un des principaux rédacteurs de la Petition of Right de 1628.

Les élections du nouveau Parlement eurent lieu de la fin février au début du mois de mars 1628, et les chambres se réunirent le 17 mars. Comme le roi Charles l’indiqua dans son allocution d’ouverture, il convoquait le Parlement pour le vote des finances, et il invita les députés à ne pas se perdre en « consultations fastidieuses. » Au début, le Parlement examina bien les requêtes budgétaires du roi Charles, mais bien vite il les mit de côté et préféra débattre des remontrances relatives à l’emprunt forcé et à l’affaire des cinq gentilshommes. Edward Coke, l'un des parlementaires, proposa d'abord de voter contre la reprise du procès des cinq gentilshommes le 21 mars : à compter de ce jour, et jusqu'à la rédaction complète de la Pétition des droits, les considérations relatives aux remontrances contre l'arbitraire du roi occupèrent l'ordre du jour de la Chambre des communes. Les débats de la Chambre tournaient autour des preuves de l'illégalité des actions du roi Charles ; les Communes, en effet, ne voulaient à aucun prix donner l'impression d'innover, ce que le Prince aurait pu ressentir comme une atteinte à ses prérogatives. Le 3 avril, la Chambre vota quatre résolutions par lesquelles elle déclarait illégaux la détention et l'emprunt sans vote du Parlement : ces résolutions devaient constituer le noyau de la future Pétition des droits. Au cours du mois d'avril, de nouvelles remontrances relatives au logement de la troupe et au recours injustifié à la loi martiale vinrent se greffer aux demandes d'évolution de la législation.
Puis le 6 mai, les Communes décidèrent par vote de poursuivre leurs réclamations par pétition plutôt qu'en légiférant, estimant qu'il s'agissait là du moyen le plus sûr d'obtenir la fin des abus, les prérogative de la Couronne étant ainsi respectées. Les Communes rédigèrent un projet de Pétition, et le soumirent à la Chambre des lords. Les Lords, incités en cela par des lettres du roi s'opposant à la Pétition, tentèrent d'insérer des amendements qui auraient dénaturé la portée du texte. Mais les Communes rejetèrent la plupart de ces amendements, n'en conservant pour la forme que les plus insignifiants. Ainsi le 27 mai, la pétition put être approuvée par les deux chambres du Parlement, et fut transmise au roi pour ratification.
Tout d'abord, Charles Ier tenta de se dérober à l'approbation de cette motion, mais le 2 juin, sa déclaration de bonnes intentions transmise en réponse aux Communes ne suscita aucune réaction de réconciliation. Alors le 7 juin, le roi fit volte-face à la surprise générale et parapha la Pétition, tout en déclarant que les Communes n'avaient « ni l'intention, ni le pouvoir de porter atteinte à <ses> prérogatives ». Ce revirement est presque à coup sûr le fruit des entretiens que Charles avait eu avec les juges des hautes cours en mai, lesquels l'assurèrent que la Pétition ne pouvait l'empêcher de continuer à exercer son arbitraire à l'avenir. Charles Ier n'approuva donc la Pétition que formellement, sans aucune intention de renoncer au pouvoir absolu, comme le montrèrent d'ailleurs les événements des années 1630.

## Contenu de la Pétition
En votant la Pétition, le Parlement entendait mettre un terme aux abus suivants :
- la levée d'impôts sans vote du Parlement ;
- les emprunts forcés ;
- les arrestations arbitraires ;
- la détention hors de tout cadre légal (en contravention de la Grande Charte) ;
- l’atteinte arbitraire à la propriété ;
- les infractions au décret d’habeas corpus ;
- le logement autoritaire de la troupe chez les particuliers ;
- le décret arbitraire de la loi martiale ;
- l’exemption du devoir de procès équitable pour raison d'État.

La Pétition est principalement l’œuvre des juristes qui siégeaient à la Chambre des communes, parmi lesquels Sir Edward Coke, John Selden, John Pym et Sir John Eliot. Par nature, ce texte est un rappel à l'ordre : il ne demande que la confirmation d’anciens droits, sans en ajouter de nouveaux. Ainsi, il s'appuie beaucoup sur la Magna Carta, le Statutum de tallagio non concedendo adopté sous le règne d'Édouard Ier, et divers statuts relatifs à la sûreté des particuliers remontant au règne d’Édouard III. Pym recommandait même de n'invoquer que des droits antérieurs à la conquête normande et confirmés à de multiples reprises par les souverains successifs… Mais dans les faits, la Pétition étendit considérablement les droits acquis des sujets anglais. Le roi subissait une terrible pression financière, ce qui entraîna son adhésion en juin ; mais il ne se soumit pas pour autant aux limitations que lui imposait la Pétition (comme à l'occasion de l’impôt de guerre et du procès de John Hampden). À plus long terme, cependant, les restrictions portées au recours à la loi martiale empêcheront par exemple Guillaume III de mater les troupes rebelles au cours de la Glorieuse Révolution, le contraignant à faire voter le Mutiny Act (en) en 1689.